# Элорриага, Хавьер
Хавьер Элорриага Бердеге (исп. Javier Elorriaga Berdegué, род. 13 мая 1961) — мексиканский журналист, который, работая в крестьянских районах Чьяпаса, предположительно присоединился к САНО под псевдонимом Висенте. Участвовал в мирных переговорах между правительством и САНО. Муж субкоманданте Элисы.